# Limaia adicotomica
Limaia adicotomica là một loài côn trùng trong họ Chrysopidae thuộc bộ Neuroptera. Loài này được Martins-Neto miêu tả năm 1997.